# Votuporanga
Votuporanga est une ville brésilienne de l'État de São Paulo, dans la région sud-est du pays. La commune est composée du siège social et du quartier de Simonsen.

Elle compte une population de 96 634 habitants, selon les données de l'Institut brésilien de géographie et de statistique (IBGE) en 2022.

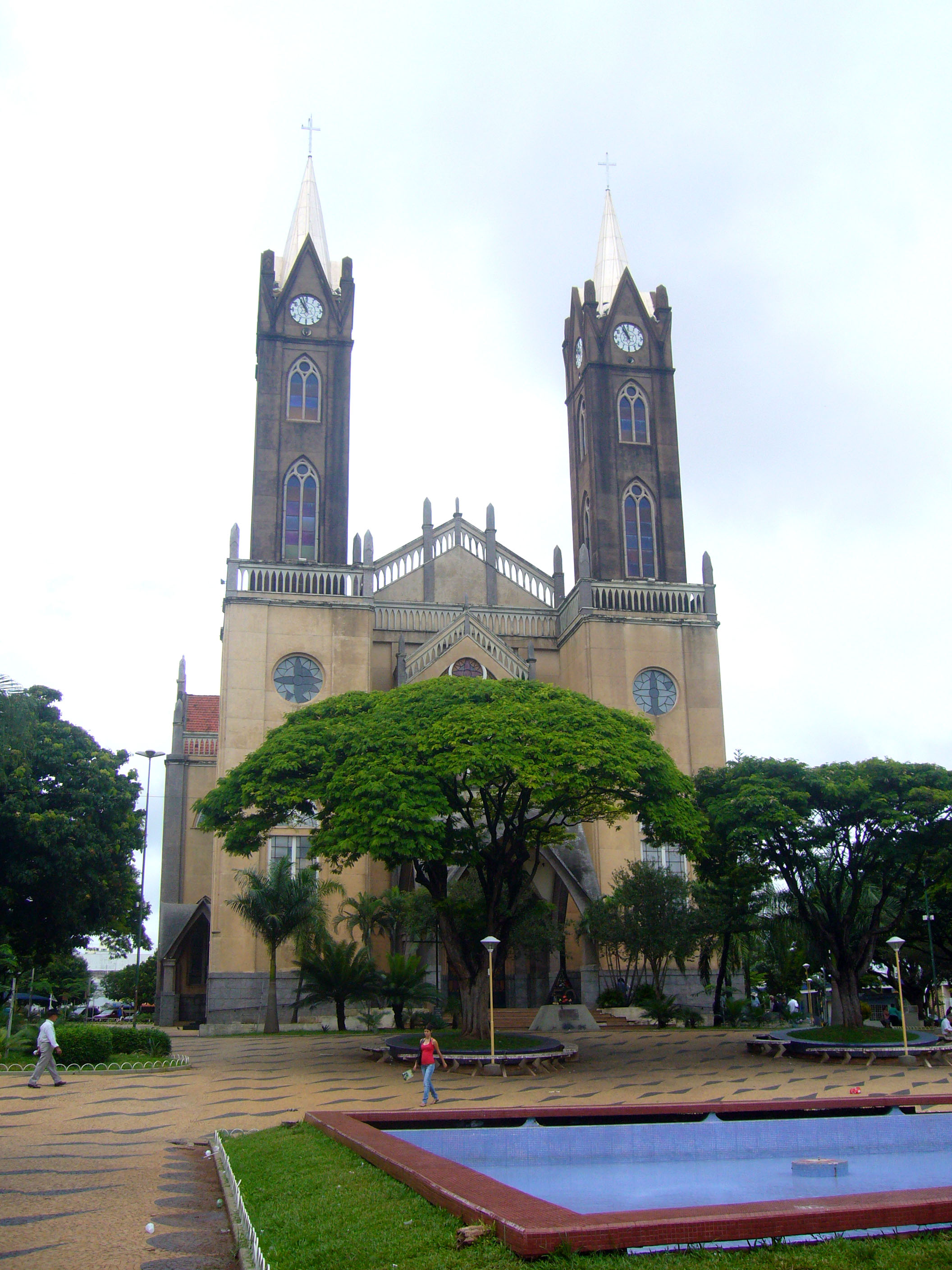
Igreja Matriz
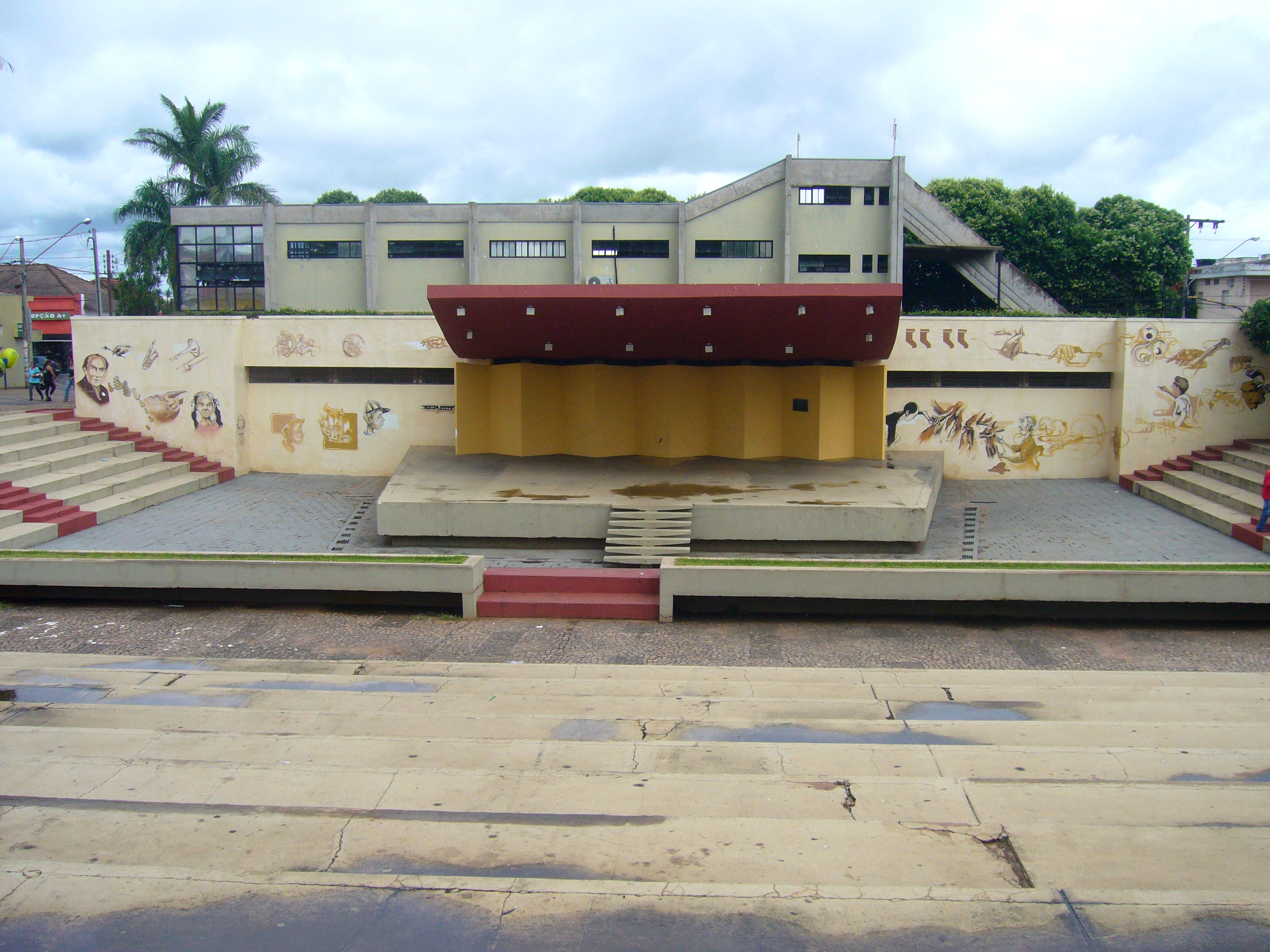
Anfiteatro Municipal
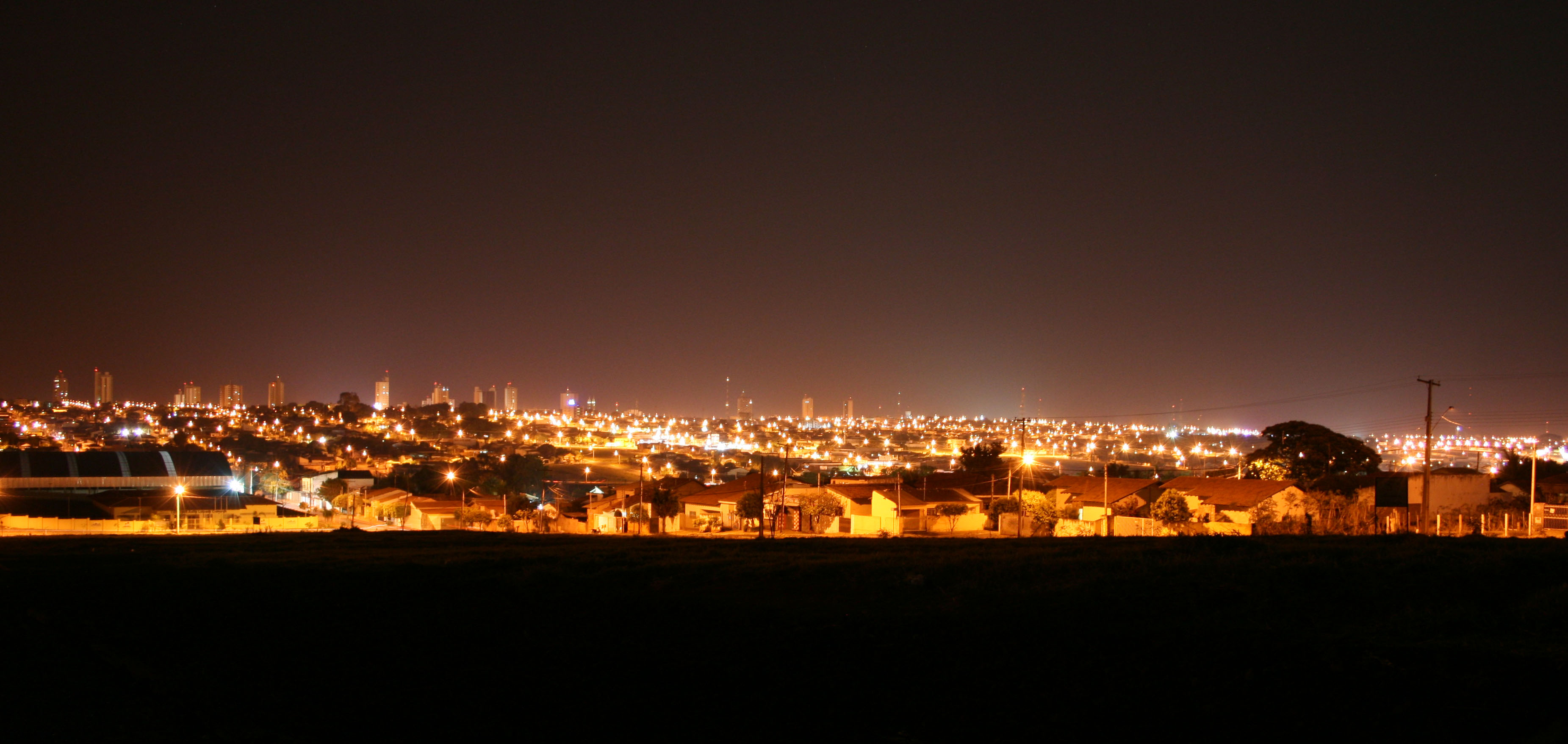
Dans la nuit